# Everybody's Golf (jeu vidéo, 2017)
Everybody's Golf (New みんなのGOLF, New Minna no Golf) est un jeu vidéo de golf orienté arcade développé par Clap Hanz et SIE Japan Studio, édité par Sony Interactive Entertainment et sorti en 2017 en exclusivité sur PlayStation 4.

## Système de jeu
Le jeu propose la création et la personnalisation de personnages, le jeu en ligne et la possibilité de se déplacer librement sur les terrains de golf du jeu. Les joueurs peuvent également conduire des voiturettes de golf n'importe où sur le parcours, de nager ou encore de faire de la pêche.

## Parcours
Cinq parcours de golf sont disponibles. Le joueur doit les débloquer au fur et à mesure en participant à des tournois et à des défis contre d'autres concurrents.
- Eagle City Golf Club (seul disponible au début du jeu)
- Alpina Forest Golf Course
- Kanaloa Beach Golf Resort
- Vortex Valley Golf Course
- Imperial Garden

## Accueil
- Famitsu : 33/40[1]
- Jeuxvideo.com : 16/20[2]
- Gamekult : 7/10[3]